# ساختمان (تشايبارة)
ساختمان (بالفارسية: ساختمان) هي قرية تقع في قسم بسطام الريفي (مقاطعة تشايبارة) في إيران. يقدر عدد سكانها بـ 12 نسمة .